# 쓰자키 노리코

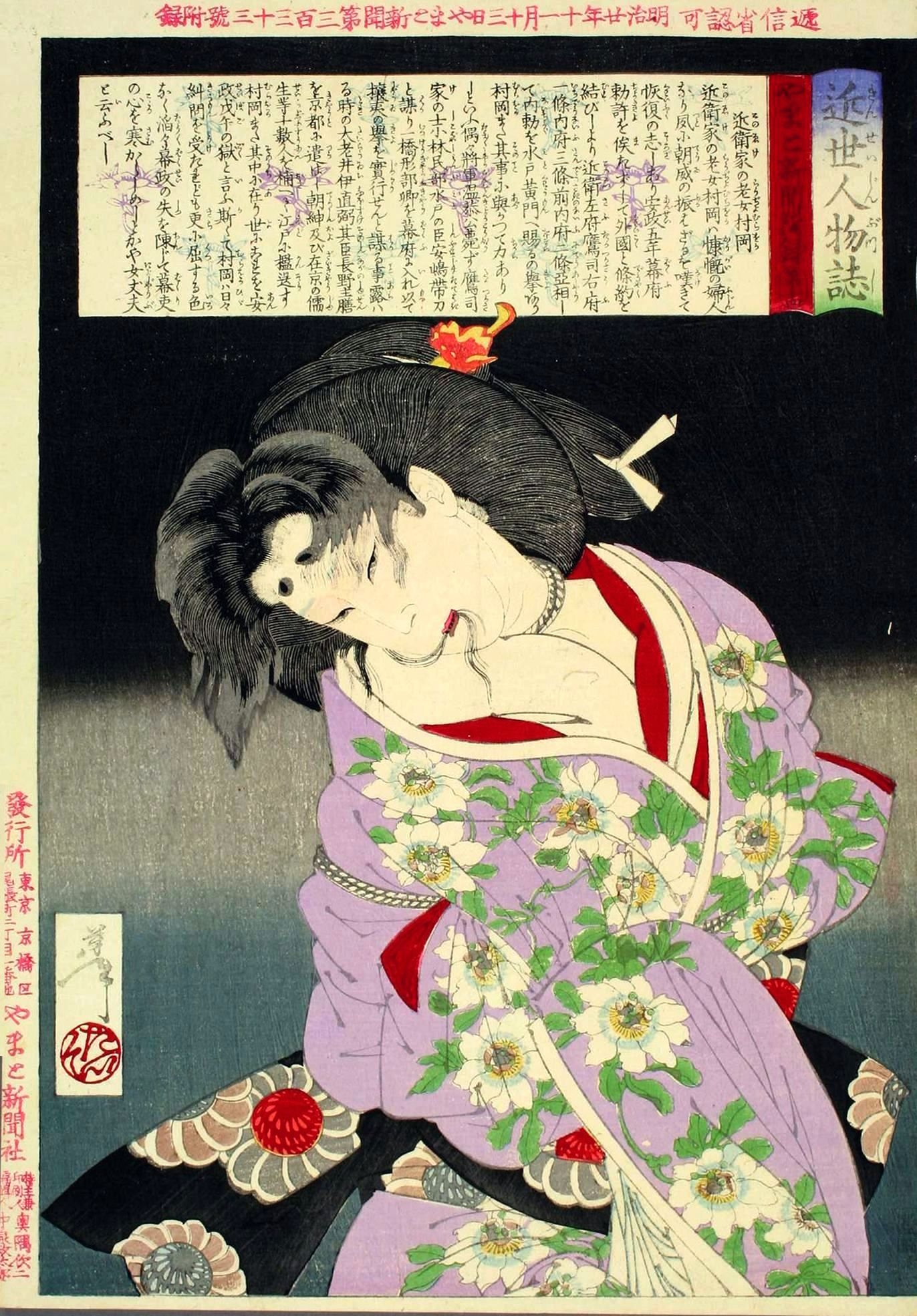
『근세인물지 코노에가 로죠 무라오카』 (츠키오카 요시토시 그림)

츠자키 노리코(일본어: 津崎 矩子 つざき のりこ[*], 덴메이 6년 (1786년) - 메이지 6년 (1873년) 8월 23일)는 막부 말기의 코노에가의 로죠이자 근왕가이다.

## 개요
시녀로써의 이름은 처음엔 타즈루 (田鶴), 스카노 (須賀野), 후에 무라오카노츠보네 (村岡局)라 칭했다. 위계는 증종4위이다. 아버지는 다카쿠지 몬세키 가신 츠자키 사쿄, 오빠는 다카쿠지 몬세키 제다이부 츠자키 모토노리이다. 안세이 대옥에서 참수에 처해진 우가이 키치자에몬은 먼 친척에 해당한다.

## 약력
간세이 10년 (1798년)부터 코노에가에서 일하기 시작했고, 츄로를 거쳐 로죠가 되어 무라오카노츠보네 (村岡局)라 칭했다. 코노에 타다히로를 모시고 신뢰를 얻었으며, 또한, 근황 활동에 열심하여, 미토번 가로 아지마 타테와키와 사츠마번사 사이고 타카모리, 근왕승 겟쇼, 우메다 운핀 등의 근왕가와 활발히 교류하였다. 시마즈 나리아키라의 양녀 아츠히메 (후의 텐쇼인)가 코노에 타다히로의 양녀로써, 에도 막부 13대 쇼군 도쿠가와 이에사다의 혼례로, 이미 사망한 정실 이쿠히메를 대신해 양모 역할을 맡았다.
안세이 5년 (1858년), 안세이 대옥에서는 친척인 우가이 키치자에몬을 통해 미토번과 코노에가의 파이프 역할을 맡아 무오밀칙 강하에 공헌한다. 그 때문에, 교토마치부교소의 엄격한 조사를 받은 뒤, 에도로 끌려가 마츠다이라 미츠히사에게 맡겨져, 오시코메 30일에 처해졌다. 분큐 3년 (1863년)에도, 존왕양이 운동이 활발해지면서, 혐의를 받아 막부에 붙잡혔다.

### 말년
유신 후에는 상전록 20석을 받아, 고향의 키타사가 지키시안을 재흥, 여생을 보냈다. 메이지 6년 (1873년) 8월 23일에, 지키시안에서 88세의 나이로 사망했다. 묘소는 지키시안 북접의 대나무숲이다. 메이지 24년 (1891년)에 종4위가 추증되었다.

## 등장 작품

### TV드라마
- 『아츠히메』 (2008년, NHK대하드라마) - 호시 유리코

## 같이 보기
- 아지마 타테와키
- 겟쇼
- 코노에 타다히로
- 사이고 타카모리
- 지키시안
- 텐쇼인